# 飯田和平
飯田 和平（いいだ わへい、1936年3月26日 - 2012年3月8日）は、日本の男性俳優、声優。劇団昴所属。東京都出身。東京都立上野高等学校卒。

## 出演作品

### テレビドラマ
- 悪霊島
- うさぎの休日
- ウルトラマン（パトカー巡査）
- 男は度胸
- 岸壁の母（呉服屋の店主）
- 君といた夏 最終話（1994年9月19日、フジテレビ）
- 荒野の用心棒
- この愛に生きて
- この世の果て
- ザ・ハングマン
- 新ハングマン（西山弁護士）
- 大河ドラマ
  - 花の生涯
  - 勝海舟（浪人）
  - 春の波涛（社長）
  - いのち（俊夫）
- 翔ぶが如く（二階堂志津馬）
  - 花の乱（道興）
- 太陽にほえろ!
- 遠山の金さん捕物帳（源次）
- 右門捕物帖
- ラスト・フレンド

### 映画
- 石ころの歌
- 小林多喜二
- シコふんじゃった。
- 首都消失
- 小説吉田学校

### 舞台
- 兄帰る
- 雨
- おれたちは天使じゃない
- 雁の寺
- 飢餓海峡
- 蝙蝠安
- 十二夜
- 昴は天にのぼりつめ
- 世紀末のカーニバル
- 猫の恋
- ヒューマン・ダイナモ 〜人間発動機・野口英世

### テレビアニメ
- ルパン三世 (TV第1シリーズ)（1972年、マルケン[要出典]）
- MASTERキートン（1998年、マフィアA）
- 犬夜叉（2001年、家老）
- スターオーシャンEX（2001年、老人）
- TEXHNOLYZE（2003年、穴蔵老）
- BLOOD+（2005年、初代ジョエル・ゴルドシュミット）
- 蟲師（2005年、医者）

### OVA
- 銀河英雄伝説（1996年）